# Mastonia adamsi
Mastonia adamsi is een slakkensoort uit de familie van de Triphoridae. De wetenschappelijke naam van de soort is voor het eerst geldig gepubliceerd in 1863 door Deshayes.